# آلوی ژاپنی
آلوی ژاپنی یا آلوی چینی (نام علمی: Prunus salicina)، که عموماً آلو نامیده می‌شود، درختی کوچک و برگریز و بومی کشور چین است. این درخت الان در باغهای میوه کشور کره، ژاپن، ایالات متحده و استرالیا هم رشد می‌کند.
آلوی ژاپنی نباید با پرونوس مومه، گونه‌ای آلو که در چین، ژاپن، کره و ویتنام پرورش داده می‌شود، اشتباه گرفته شود. درخت دیگری، بوته گیلاس شرقی، هم علی‌رغم مشابهت نام لاتین‌اش به آلوی ژاپنی گونهٔ جداگانه‌ای است. پرورش‌دهنده گیاه لوتر بوربانک برای آمیزش این گونه‌ها با آلوی ژاپنی خیلی کار کرد و چندین رقم بدست آورد.

## توصیف
آلوی ژاپنی تا ارتفاع ده متر رشد می‌کند، و جوانه‌های قهوه‌ای رنگ متمایل به قرمز دارد. برگها ۶ الی ۱۲ سانتیمتر طول و ۲ تا ۲٫۵ سانتیمتر پهنا و حاشیه دندانه‌دار دارند. گل‌ها اوایل بهار تولید می‌شوند و ۲ سانتیمتر قطر و ۵ گلبرگ سفید دارند.
میوه شفتی است که ۴ الی ۷ سانتیمتر قطر و گوشت صورتی متمایل به زردی دارد. آنرا می‌توان تابستان برداشت کرد. زمانی که کاملاً رسید می‌توان آن را به صورت خام خورد.

## استفاده

### غذایی
در چین غذاهای قندی هم که با شکر، نمک و شیرین‌بیان طعم‌دار شده‌اند به صورت بسته‌بندی شده به فروش می‌رسند. در ژاپن از آن برای طعم‌دار کردن لیکور و نیمه‌رسیده استفاده می‌شود؛ و آن را sumomo shu/すもも酒 می‌نامند. در چین لیکوری هست که از میوه‌ها ساخته می‌شود. برای دیگر استفاده‌های این میوه و گونه‌های مشابه  صفحه آلو را ببینید.

### پزشکی
میوه‌ها هم در طب سنتی چین مورد استفاده قرار می‌گیرد.

## ریشه‌شناسی کلمه
نام این گونه‌ها از کلمه لاتین به معنی بید گرفته شده‌است.

## کاشت
انواع مختلفی از گونه آلوی ژاپنی که تعدادی از آنها گونه‌های ترکیبی هستند در کشور چین کاشته می‌شوند. آلوی ژاپنی در ژاپن و کره هم به صورت گسترده‌ای کاشته می‌شود. آلوی Tam Hoa مشهورترین گونه این آلو در ویتنام است که در شهر Bắc Hà در استان لائو کای کاشته می‌شود.
در نیمه پایانی قرن نوزدهم ارقام زیادی از گونه‌ها در ژاپن تولید شده و به ایالات متحده معرفی شدند؛ و در آنجا پرورش‌دهندگان ارقام بسیار زیادی را تولید کردند که میوه‌های بزرگتری داشتند. بسیاری از این گونه‌های آمریکایی به کشورهای دیگر صادر شدند، از جمله به خود ژاپن منشأ اجدادی‌شان بازگشتند.
بیشتر آلوهای تازه‌ای که در سوپرمارکت‌های کشورهای آمریکای شمالی فروخته می‌شوند از ارقام آلوی ژاپنی هستند. آنها در مقیاس‌های وسیعی در کشورهای دیگر کاشته می‌شوند، برای مثال، آنها بر صنعت میوه شفت استرالیای غربی تسلط دارند.